# Пистун, Андрей Игоревич
Андрей Игоревич Пистун (укр. Андрій Ігорович Пістун; род. 1976) — украинский спортсмен и тренер по вольной борьбе; Заслуженный тренер Украины.

## Биография
Родился 4 сентября 1976 года во Львове.
С 1986 по 1999 годы занимался греко-римской борьбой. Его тренерами были Р. Юниш и Г. Маленюк. Становился призером Чемпионатов Украины, получил звание кандидата в мастера спорта.
С 1993 по 1997 годы учился во Львовском государственном университете физической культуры. По его окончании, с 1997 по 1999 годы работал тренером-преподавателем СДЮШОР «Богатырь» спортивного общества «Колос». С 2000 по 2004 годы работал тренером-преподавателем КДЮСШ «Атлет» спортивного общества «Динамо». С 2004 года Андрей Пистун — старший тренер отделения женской борьбы Львовской областной школы высшего спортивного мастерства. Одновременно преподает на кафедре атлетических видов спорта Львовского государственного университета физической культуры дисциплину «Повышение спортивного мастерства». Автор нескольких работ на спортивную тематику.
Среди воспитанниц А. И. Пистуна — победители и призеры международных и национальных соревнований самого высокого уровня, в том числе участники Олимпийских игр:
- Оксана Ващук — бронзовый призёр чемпионата мира 2010 года среди студентов;[2]
- Оксана Гергель — чемпионка мира 2015 года и призер чемпионата Европы 2016 года;[3]
- Юлия Остапчук — чемпионка мира 2014 года и трехкратная чемпионка Европы;[2]
- Александра Когут[укр.] — бронзовый призер чемпионата мира 2010 года;[4]
- Алла Черкасова — чемпионка мира 2018 года и чемпионка Европы 2019 года;
- Людмила Балушка[укр.] — чемпионка Европы 2012 года.

## Заслуги
- Лучший тренер Украины 2009 года по решению Ассоциации спортивной борьбы Украины[5].
- Удостоен почётного знака Президиума ДСО «Динамо» — «Почётный динамовец» и Благодарности НОК Украины.
- Стипендиат Президента Украины как выдающийся тренер по олимпийским видам спорта[6].
- Награждён юбилейной медалью «25 лет независимости Украины» (2016)[7].